# 하이바쯩 사원

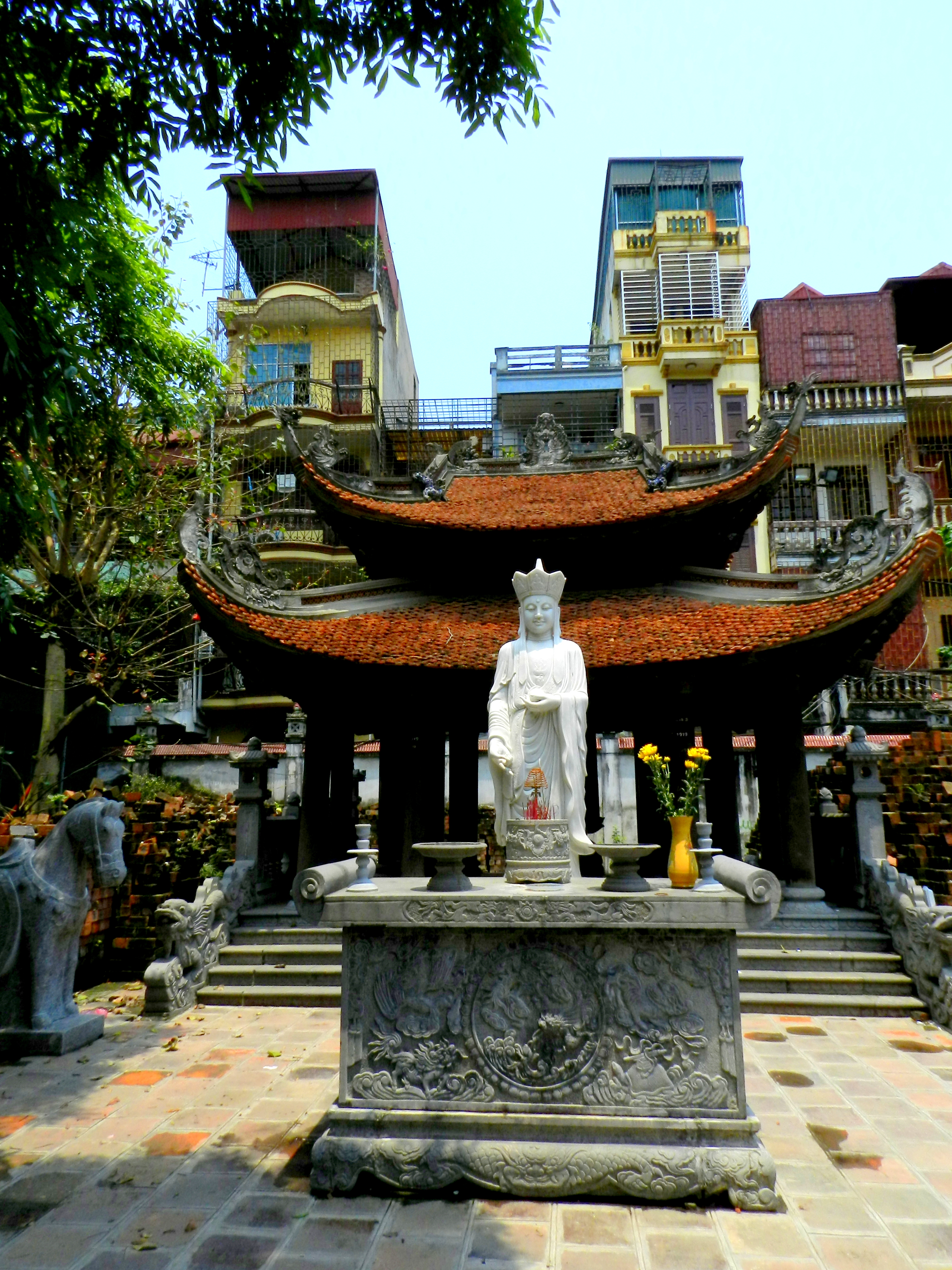

하이바쯩 사원(베트남어: Đền Hai Bà Trưng)은 베트남 하노이 하이바쯩군에 있는 사원이다. 1142년 쯩짝과 쯩니 자매를 위해 레안 통 왕이 지었다. 내부에 두 자매의 형상을 찰흙으로 빚어 놓았고, 그 주변으로 12명의 참모상이 있다.